# 2012년 메이저 리그 베이스볼 드래프트
2012년 메이저 리그 신인 선수 선택 회의는 2011년 6월 4일부터 6월 6일까지 진행되었다.

## 지명방식
2011년도 최하위인 휴스턴 애스트로스가 첫 번째 지명권을 획득하였다.
지명순서
- 휴스턴 애스트로스 → 미네소타 트윈스 → 시애틀 매리너스 → 볼티모어 오리올스 → 캔자스시티 로열스 → 시카고 컵스 → 샌디에이고 파드리스 → 피츠버그 파이리츠 → 플로리다 말린스 → 콜로라도 로키스 → 오클랜드 애슬레틱스 → 뉴욕 메츠 → 시카고 화이트삭스 → 신시내티 레즈 → 클리블랜드 인디언스 → 워싱턴 내셔널스 → 토론토 블루제이스 → 로스앤젤레스 다저스 → 로스앤젤레스 에인절스 오브 애너하임 → 샌프란시스코 자이언츠 → 애틀랜타 브레이브스 → 토론토 블루제이스 → 세인트루이스 카디널스 → 보스턴 레드삭스 → 탬파베이 레이스 → 애리조나 다이아몬드백스 → 디트로이트 타이거스 → 밀워키 브루어스 → 텍사스 레인저스 → 뉴욕 양키스 → 필라델피아 필리스